# 铁北区
铁北区，中华人民共和国旧区名。
1955年由锦州市第四区改置。在今辽宁省锦州市区北部。同年撤销，分别并入古塔、锦华、锦铁三区。 